# Diocesi di Caldas
La diocesi di Caldas (in latino: Dioecesis Caldensis) è una sede della Chiesa cattolica in Colombia suffraganea dell'arcidiocesi di Medellín. Nel 2023 contava 267.167 battezzati su 267.347 abitanti. È retta dal vescovo Juan Fernando Franco Sánchez.

## Territorio
La diocesi comprende 12 comuni nella parte centromeridionale del dipartimento colombiano di Antioquia: Amagá, Angelópolis, Armenia, Caldas, Fredonia, Heliconia, La Pintada, Montebello, Santa Bárbara, Titiribí, Venecia e il distretto di La Tablaza nel comune di La Estrella.
Sede vescovile è la città di Caldas, dove si trova la cattedrale di Nostra Signora della Mercede.
Il territorio si estende su una superficie di 1.415 km² ed è suddiviso in 27 parrocchie, raggruppate in 5 vicariati.

## Storia
La diocesi è stata eretta il 18 giugno 1988 con la bolla Omnium Ecclesiarum di papa Giovanni Paolo II, ricavandone il territorio dall'arcidiocesi di Medellín.

## Cronotassi dei vescovi
Si omettono i periodi di sede vacante non superiori ai 2 anni o non storicamente accertati.
- Germán García Isaza, C.M. † (18 giugno 1988 - 1º marzo 2002 nominato vescovo di Apartadó)
- José Soleibe Arbeláez (6 dicembre 2002 - 28 gennaio 2015 ritirato)
- César Alcides Balbín Tamayo (28 gennaio 2015 - 18 ottobre 2021 nominato vescovo di Cartago)
- Juan Fernando Franco Sánchez, dal 15 ottobre 2022[1]

## Statistiche
La diocesi nel 2023 su una popolazione di 267.347 persone contava 267.167 battezzati, corrispondenti al 99,9% del totale.
| anno | popolazione | popolazione | popolazione | presbiteri | presbiteri | presbiteri | presbiteri                | diaconi | religiosi | religiosi | parrocchie |
| anno | battezzati  | totale      | %           | numero     | secolari   | regolari   | battezzati per presbitero | diaconi | uomini    | donne     | parrocchie |
| ---- | ----------- | ----------- | ----------- | ---------- | ---------- | ---------- | ------------------------- | ------- | --------- | --------- | ---------- |
| 1990 | 171.000     | 174.000     | 98,3        | 30         | 30         |            | 5.700                     |         |           | 54        | 20         |
| 1999 | 204.727     | 205.421     | 99,7        | 46         | 46         |            | 4.450                     |         |           | 63        | 23         |
| 2000 | 207.520     | 208.752     | 99,4        | 47         | 47         |            | 4.415                     |         |           | 94        | 23         |
| 2001 | 200.450     | 212.040     | 94,5        | 53         | 53         |            | 3.782                     |         |           | 94        | 23         |
| 2002 | 205.300     | 216.745     | 94,7        | 55         | 55         |            | 3.732                     |         |           | 97        | 23         |
| 2003 | 210.300     | 220.300     | 95,5        | 57         | 57         |            | 3.689                     |         |           | 97        | 26         |
| 2004 | 211.400     | 222.400     | 95,1        | 50         | 50         |            | 4.228                     | 1       |           | 79        | 26         |
| 2006 | 227.000     | 237.000     | 95,8        | 60         | 60         |            | 3.783                     |         |           | 91        | 26         |
| 2013 | 250.000     | 260.000     | 96,2        | 61         | 61         |            | 4.098                     |         |           | 76        | 26         |
| 2016 | 250.529     | 256.355     | 97,7        | 60         | 60         |            | 4.175                     |         |           | 51        | 27         |
| 2019 | 256.120     | 262.554     | 97,5        | 74         | 74         |            | 3.461                     |         |           | 69        | 27         |
| 2021 | 257.275     | 263.719     | 97,6        | 74         | 74         |            | 3.476                     |         |           | 52        | 27         |
| 2023 | 267.167     | 267.347     | 99,9        | 74         | 74         |            | 3.610                     |         | 1         | 26        | 27         |